# 混合数据抽样
混合數據抽樣（Mixed-data sampling, MIDAS）是由 Ghysels 等人所發展的一種計量經濟迴歸或篩選法。簡單迴歸的迴歸變數（regressors）出現頻率高於迴歸值（regressand）：
{\displaystyle y_{t}=\beta _{0}+\beta _{1}B(L^{1/m};\theta )x_{t}^{(m)}+\varepsilon _{t}^{(m)},\,}
其中y是迴歸值，x是迴歸變數，m表示頻率。舉例來說，如果y是年度，{\displaystyle x_{t}^{(4)}}就是季，{\displaystyle \varepsilon }是誤差項（disturbance）而{\displaystyle B(L^{1/m};\theta )}是落後分配(lag distribution)，如B函數或Almon Lag。
這個迴歸模型應用在混合頻率數據上有時可以代替卡爾曼濾波。Bai, Ghysels and Wright（2010）探討MIDAS迴歸與卡爾曼濾波狀態空間模型應用於混合頻率數據的關係。一般來說，後者是方程組，而MIDAS迴歸只有一條方程式。因此，MIDAS迴歸或許效率較差，但比較不容易出錯。以MIDAS迴歸作為近似值的誤差不大。

## 參閱
- Distributed lag
- ARMA模型

## 外部連結
- Eric Ghysels （页面存档备份，存于）
- R code for midas regression models （页面存档备份，存于）
- Matlab code for midas regression models （页面存档备份，存于）